# 神河町立神崎中学校
神河町立神崎中学校（かみかわちょうりつ かんざきちゅうがっこう）は、兵庫県神崎郡神河町にかつてあった公立中学校。2011年（平成23年）3月31日、大河内中学校との統合により閉校した。

## 沿革
- 1947年（昭和22年）4月22日 粟賀村立粟賀中学校・大山村立大山中学校・越知谷村立越知谷中学校が設立
- 1955年（昭和30年）3月31日 合併により神崎町が誕生したのに伴い、それぞれ神崎町立に改称
- 1962年（昭和37年）4月1日 3校が統合し、神崎町立神崎中学校設立
- 2005年（平成17年）11月7日 神崎郡神崎町が同郡大河内町と合併したのに伴い、神河町立神崎中学校と改称
- 2011年（平成23年）3月31日 神河町立大河内中学校と統合し閉校、新たに神河中学校が設立

## 通学区域
以下の小学校区。（旧神崎町エリア）
- 神河町立粟賀小学校
- 神河町立大山小学校
- 神河町立越知谷小学校

## 部活動
2010年度（平成22年度）には、吹奏楽部、女子ソフトテニス部、野球部、ソフトボール部、女子バレーボール部、男子バスケットボール部、陸上部、男子卓球部、女子卓球部、サッカー部があった。

## 主な行事
- 1学期 離着任式、始業式、入学式、1年生野外活動、2年生トライやる・ウィーク、3年生修学旅行、神崎郡総合体育大会、終業式
- 2学期 始業式、体育大会、郡中連合音楽会、合唱コンクール、マラソン大会、終業式
- 3学期 始業式、2年生校外学習、卒業式、修了式

## 特徴
- 不登校等により学校生活に馴染めない生徒のための適応指導教室「スマイル教室」がある。学校に馴染めない生徒のための教室なので校内にあるのは矛盾した話だが、スマイル教室の生徒は自主的に登校し、学習する。町の職員が担当しているが、各教科の教員も交代で教科指導に当たっている。
- 2学期に全ての学年・学級が同和問題について考える「一斉同和」が行われる。

## ボランティア活動
生徒会が中心となり下記のようなボランティア活動をしている。〔〕内は担当の委員会。
- ベルマーク収集〔文化委員会・PTA〕
- アルミ缶回収〔ボランティア委員会〕（収益金で車椅子等を購入し病院や福祉施設に寄贈する）
- 古切手・古テレカ収集〔ボランティア委員会〕
- 募金活動〔ボランティア委員会〕（緑の羽、赤い羽根、災害義捐金等）
- 独居老人への年賀状の送付〔ボランティア委員会・3年生〕